# Mariany Północne na Mistrzostwach Świata w Lekkoatletyce 2009
Mariany Północne na Mistrzostwach Świata w Lekkoatletyce 2009 reprezentowane były przez 2 zawodników (1 kobietę i 1 mężczyznę). Żadnemu z nich nie udało się zdobyć medalu.

## Występy reprezentantów Marianów Północnych

### 100 m mężczyzn
- Clayton Kenty - 90. miejsce w eliminacjach - 12,29s (nie awansował do ćwierćfinału)

### 100 m kobiet
- Yvonne Bennett - nie wystartowała